# Duewag/Siemens GT6-70D/N
GT6-70D/N – typ tramwaju eksploatowanego od 1995 r. w Karlsruhe w Niemczech. Produkowane przez Duewag, a następnie od 1999 r. przez Siemens wagony tramwajowe typu GT6-70D/N były pierwszymi niskopodłogowymi wozami w Verkehrsbetriebe Karlsruhe (VBK). Podobne sześcioosiowe wagony zostały pod oznaczeniem UT-3800 dostarczone do Walencji, Alicante i Lizbony.

## Konstrukcja
Typ GT6-70D/N jest sześcioosiowym tramwajem o długości 29,68 m i szerokości 2,65 m. Szerokość tramwaju jest identyczna z szerokością wagonów typu GT8-80C oraz GT8-100C/2S. GT6-70D/N jest o 28 cm szerszy od poprzedniej generacji tramwajów: GT6-D i GT8-D. Z powodu szerszego pudła, tramwaje tego typu nie były w stanie obsługiwać wszystkich tras tramwajowych. Z tego powodu konieczna była przebudowa niektórych linii tramwajowych w mieście, która zakończona została w 2014 r.
Pudło tramwaju składa się z trzech części; każda z nich zamontowana jest na standardowym, dwuosiowym wózku. Pod środkowym członem znajduje się wózek toczny, natomiast cztery osie skrajnych wózków napędzane są silnikami o mocy 127 kW każdy. Tramwaj rozwija maksymalną prędkość 80 km/h. Sprzęg Scharfenberga umożliwia eksploatowanie tramwaju w składzie z wagonami typu GT6-70D/N lub GT8-70D/N.
Dzięki zastosowaniu silników trójfazowych możliwe było obniżenie wysokości podłogi od 56 do 34 cm ze standardowych dla tramwajów w Karlsruhe 90 cm. Odpowiednio przebudowane perony umożliwiają łatwy dostęp do wnętrza tramwaju osobom niepełnosprawnym. Udział niskiej podłogi wynosi 75%.
Za przednią szybą tramwaju zainstalowano kasetę ukazującą numer linii oraz kierunek, natomiast z boku umieszczono wyświetlacz LED, podobnie jak w wariancie GT8-70D/N. Wagon nr 247 otrzymał po wypadku wyświetlacz LED zainstalowany także za przednią szybą.

## Wnętrze
Każdy wagon posiada 88 miejsc siedzących oraz 86 miejsc stojących; do wnętrza tramwaju prowadzą cztery pary drzwi. Na początku oraz na środku przedziału pasażerskiego zainstalowano wyświetlacze LED informujące podróżnych o następnym przystanku. Nieopodal drugich drzwi znajduje się automat biletowy umożliwiający kupno biletów na przejazd. W celu zapewnienia bezpieczeństwa podróżnym przedział pasażerki jest monitorowany.

## Malowanie
Wagony typu GT6-70D/N posiadają malowanie zmodyfikowane względem starszych tramwajów. Pudło wagonu jest trójkolorowe – od dachu do fartucha wagon jest żółty, między linią okien a dachem namalowany jest antracytowy pasek, natomiast fartuch i osłony na dachu polakierowano na kolor szary.

## Eksploatacja
Verkehrsbetriebe Karlsruhe (VBK) zamówiło w październiku 1992 r. 20 nowych niskopodłogowych tramwajów przegubowych; łączny koszt zamówienia wynosił 75,8 mln marek. Zamówienie zostało zrealizowane przez należące ówcześnie do Siemensa zakłady Duewag. Wagony typu GT6-70D/N miały w zamierzeniu zastąpić pozbawione niskiej podłogi tramwaje typu GT6-EP, GT8-EP, GT6-D i GT8-D, pochodzące jeszcze z lat 60. i 70. XX wieku.
23 maja 1995 r. pierwszy gotowy tramwaj dostarczono do zajezdni West w Karlsruhe; został on zaprezentowany publicznie 13 kwietnia 1995 r. Drugi z wagonów dotarł 11 sierpnia 1995 r., pozostałe dostarczone tramwaje weszły do eksploatacji do 23 sierpnia 1996 r.
W 1999 r., z powodu zbyt małej pojemności tramwajów GT6-70D/N, dostarczono powiększoną o 10 metrów wersję oznaczoną GT8-70D/N. Od 2000 r. przedsiębiorstwo VBK ponownie zaczęło zamawiać tramwaje GT6-70D/N u Siemensa. Pierwszy wagon drugiej serii dostarczono 27 września 2002 r., ostatnie dotarły wiosną 2004 r. Dostawy wagonów trzeciej serii rozpoczęły się 24 listopada 2004 r. i trwały do 27 kwietnia 2005 r.
Do 2005 roku dostarczono trzy serie tramwajów GT6-70D/N:
| Seria | Wagony  | Lata produkcji | Liczba |
| ----- | ------- | -------------- | ------ |
| 1     | 221–240 | 1995–1996      | 20     |
| 4     | 241–250 | 2002–2003      | 10     |
| 5     | 251–265 | 2004–2005      | 15     |

Wagony przedostatniej i ostatniej serii różnią się od najstarszych wozów zmodyfikowaną ścianą przednią.

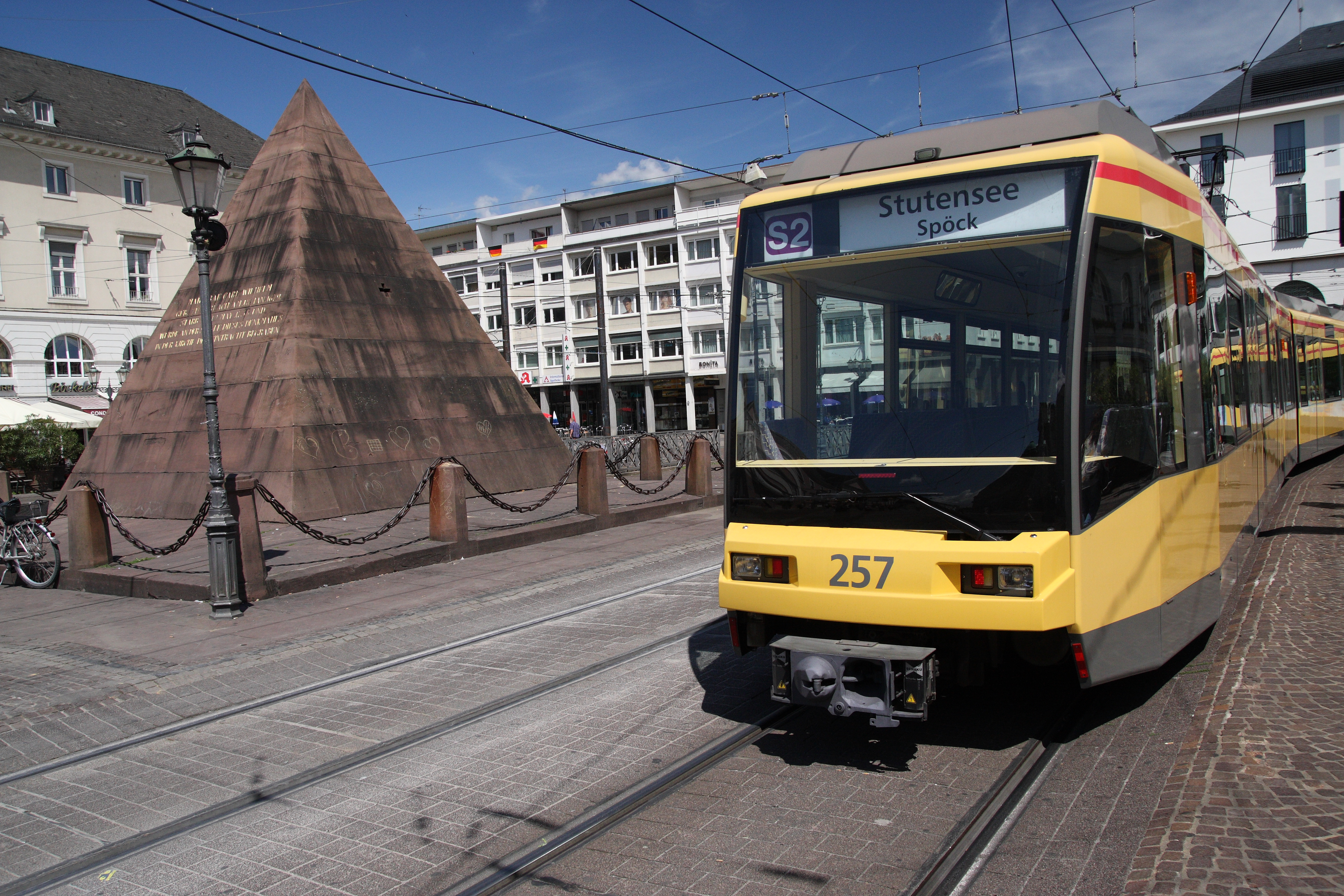
Typ GT6-70D/N na linii S2 w 2012 r.

### Modernizacje
- 223: częściowe przemalowanie czoła tramwaju.
- 243: w 2003 zamontowano w nim wizualną informację pasażerską.
- 247: zainstalowano na przedzie i tyle wyświetlacze LED.
- 221–265: zainstalowano kamery monitoringu.
- 221–265: zainstalowano wyświetlacze LED na ścianach bocznych.
- 221–265: montaż trzeciego światła hamowania.
- 221–265: montaż automatów do sprzedaży biletów, przez co usunięto jedno siedzenie.
- 221–265: zabezpieczenie tylnej szyby.
- Przystosowanie do eksploatacji w tunelach. Montaż kamer, alarmu pożarowego i hamulca awaryjnego. (Od 2013)

### Ruch liniowy
Tramwaje kursują praktycznie po wszystkich istniejących liniach kolejowych miasta Karlsruhe.